# Christelle Taraud
Christelle Taraud est une féministe et historienne française née en 1969 à Paris. Elle est spécialiste de l’histoire contemporaine du Maghreb de l'histoire des femmes, du genre et des sexualités en contexte colonial et des violences sexistes et sexuelles faîtes aux femmes dans un contexte global ce qui l'a conduit a forger dans le livre qu'elle dirige en 2022, Féminicides: Une Histoire Mondiale, le concept de "continuum féminicidaire". Ce livre a fait l'objet sous le titre "Féminicides, la guerre mondiale contre les femmes", d'une adaptation radiophonique sur France Culture dans la série LSD par la journaliste Pauline Chanu. Il a aussi donné lieu à deux épisodes du podcast de Victoire Tuaillon, Les couilles sur la table, sous le titre "Tuer les femmes : une histoire mondiale". 

## Biographie
Dans les années 1990, elle milite au sein du collectif les Marie Pas Claire. 
En 2002, Christelle Taraud soutient sa thèse sur Prostitution et colonisation : Algérie, Tunisie, Maroc, 1830-1960, dirigée par Daniel Rivet à l'université Panthéon-Sorbonne. Cette thèse est publiée en 2003 et rééditée en 2009. Il s'agit d'une enquête sur l’histoire de l’organisation de la prostitution au Maghreb sous l’ordre colonial français, des années 1830 à 1960 ; enquête reposant sur le concept de "prostitution coloniale" qu'elle contribue à créer. Christelle Taraud s'est basée sur les archives françaises civiles et militaires de l’outre-mer conservées à Aix-en-Provence, à Nantes, à Paris et à Vincennes. Elle s'est également appuyée sur l’analyse de fonds iconographiques ainsi que des sources publiées. 
En 2013, elle participe au documentaire Putains de guerre. Dès 1831 et jusqu'en 1960, les bordels militaires de campagne (BMC) sont organisés par la hiérarchie militaire française pour les soldats européens. En Afrique du Nord, les prostituées des BMC sont d’origine "indigène". Après la Seconde Guerre mondiale, l'armée ouvre des BMC en Europe continentale. Les prostituées sont des femmes issues des colonies. Les BMC ne sont pas concernés par la loi Marthe Richard du 13 avril 1946, qui ferme les maisons closes en France continentale. Les BMC continuent de fonctionner en Algérie jusqu'en 1962.
Elle dirige avec Pascal Blanchard et Nicolas Bancel, Gilles Boëtsch et Dominic Thomas Sexe, race et colonies, publié en 2018. Cet ouvrage montre à travers plus de mille documents iconographiques les crimes sexuels commis dans les colonies. Il montre aussi comment cette domination sexuelle et visuelle s’exerce encore aujourd’hui. 
En septembre 2022, Christelle Taraud publie Féminicides. Une histoire mondiale, ouvrage qu'elle a dirigé. Cette publication se propose à travers de multiples contributions de montrer la suprématie du masculin sur le féminin depuis le Néolithique et sur les cinq continents. Il s'agit de la plus vaste étude sur les violences faites aux femmes à ce jour. 
En 2025, Christelle Taraud préface le livre Sous nos regards. Récits de la violence pornographique. Elle y développe la notion de « porno d’abattage" au sein de ce qu'elle nomme le capitalisme sexuel de prédation. 
Christelle Taraud est Senior Lecturer à NYU Paris. Depuis 2008, elle est membre du Centre d'Histoire du XIXe siècle (unité de recherche interuniversitaire Paris I et Paris IV),.

## Publications

### Ouvrages
- Idées reçues sur la colonisation. La France et le monde : XVIe – XXIe siècles, Paris, Le Cavalier bleu, 2018.
- Amour interdit. Prostitution, marginalité et colonialisme. Maghreb 1830-1962, Paris, Payot, collection « Petite Bibliothèque Payot », 2012[19].
- La Colonisation, Paris, Le Cavalier Bleu, Collection « Les Idées Reçues », 2008.
- Mauresques. Femmes orientales dans la photographie coloniale (1860-1910), Paris, Albin Michel, 2003[20].
- La prostitution coloniale. Algérie, Tunisie, Maroc (1830-1962), Paris, Payot, 2003 et 2009[21].

### Direction d’ouvrages
- Féminicides. Une histoire mondiale, Paris, La Découverte, 2022[22].  (ISBN 978-2348057915).
- Prostitution coloniale et post-coloniale ; Colonial and Post-colonial Prostitution, avec Kader Attia et Pascale Obolo, Paris, La Colonie & La Découverte, 2020[23].
- Sexualités, identités & corps colonisés, avec Nicolas Bancel, Pascal Blanchard (historien), Gilles Boëtsch, Sylvie Challaye, Fanny Robles, Tracy Denean Sharpley-Whiting, Jean-François Staszak, Dominic Thomas et Naïma Yahi, Paris, Editions du CNRS, 2019[24].
- Sexe, race & colonies. La domination des corps du XVe siècle à nos jours[25], avec Nicolas Bancel, Pascal Blanchard (historien), Gilles Boëtsch et Dominic Thomas, Paris, La Découverte, 2018.
- Nouvelle histoire des colonisations européennes, XIXe et XXe siècles, avec Amaury Lorin, préface de Catherine Coquery-Vidrovitch, Paris, PUF, collection « Le Nœud gordien », 2013.
- Hétéros. Discours, lieux, pratiques, avec Catherine Deschamps et Laurent Gaissad, introduction d’Alain Corbin et conclusion d'Éric Fassin, Paris, EPEL, 2009.
- Les féminismes en questions. Éléments pour une cartographie, Entretiens avec Christine Bard, Marie-Hélène Bourcier, Christine Delphy, Éric Fassin, Françoise Gaspard, Nacira Guénif-Souilamas, Marcela Iacub, Paris, Amsterdam, 2005.

### Ouvrages en collaboration
- Histoire des sexualités en France, XIXe-XXIe siècle, avec Sylvie Chaperon, Catherine Deschamps et Emmanuelle Retaillaud, Paris, Armand Colin, 2024[26].
- De la séduction – Cartes postales de la Belle Époque et des Années Folles, Paris, Bleu autour, 2016.
- Avec Jean-Michel Belorgey et Leïla Sebbar, Femmes d’Afrique du Nord. Cartes postales (1885-1930), Paris, Bleu Autour, 2006 et 2011.

## Distinctions
- Alf Andrew Heggoy Book Prize, Société d'histoire coloniale française (French Colonial Historical Society), 2004[27]